# Михайловський Іван Дмитрович
Іван Дмитрович Михайловський (23 лютого 1874, Одеса — 6 листопада 1933) — музикант-флейтист, професор.

## Біографія
Народився 23 лютого 1874 року в Одесі. 1899 року закінчив Петербурзьку консерваторію в класі професора Ф. В. Степанова. Відтоді до 1917 року був солістом оркестру Маріїнського театру в Петербурзі, де виконував провідні партії.
Гастролював по Європі з концертами разом з відомою співачкою Л. Я. Литківською
Під час революції керував військовими оркестрами, а 1918 року переїхав до Києва, де грав першу флейту в оперному театрі та, разом з Олександром Химиченком, викладав у консерваторії (Київському музично-драматичному інституті ім. М. В. Лисенка), в якій також був деканом оркестрового факультету. Був одним з організаторів відомого квартету професорів Київської консерваторії. В 1918—1933 роках — соліст оркестру Київської опери.
Помер 6 листопада 1933 року. Похований в Києві на Лук'янівському цвинтарі (ділянка № 13-III, ряд 6, місце 3). На могилі ажурний хрест.